# Carlos Peralta Gallego
Carlos Peralta Gallego, né le 30 janvier 1994 à Malaga, est un nageur espagnol qui a notamment participé aux Jeux olympiques d'été de 2016. En juin 2018, il fait son coming out homosexuel lors d'une interview au journal espagnol El Mundo.

## Palmarès
- JO 2016 - 200 mètres papillon : 21e